# Eduard Altacher
Eduard Altacher (24 de Janeiro de 1919 - 27 de Maio de 1945) foi um oficial alemão que serviu na Heer durante a Segunda Guerra Mundial. Foi condecorado com a Cruz de Cavaleiro da Cruz de Ferro.